# Tironské noty

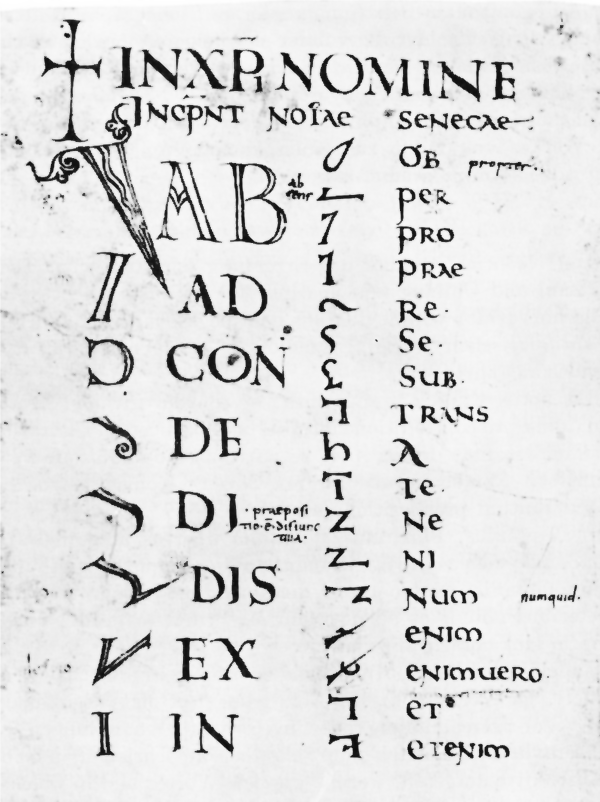
Tironské noty a jejich vysvětlení v Codexu Casselanus (8. či 9. století)

Tironské noty (tironské značky) jsou systém těsnopisu užívaného především v latinských textech, který vytvořil Ciceronův propuštěnec Marcus Tullius Tiro. Ve středověku se řada znaků běžně užívala při zkracování listinných textů, takže bez znalosti nejdůležitějších tironských not nelze takové texty přečíst. Nejznámější tironskou notou byl znak zastupující spojky et (tedy české spojky a, ⁊, dnes zapsatelný v Unicode U+204A), který byl ve středověkých textech používán i v podobě tzv. okrouhlého r a dokonce je někdy dnes používán v irštině (a je irsky agus).